# ベルナール・バルネ・ドゥロマネ

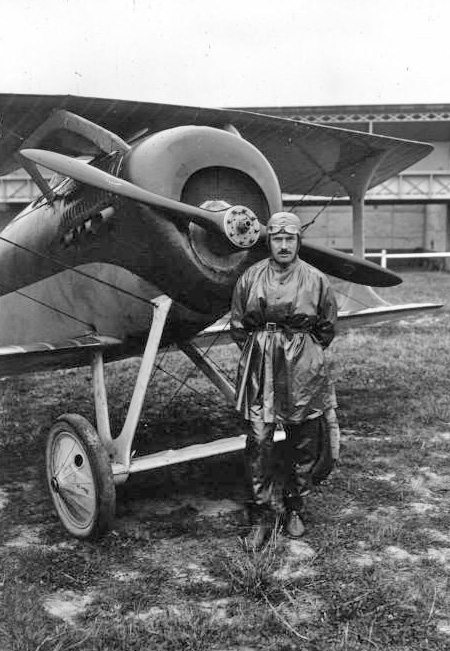
ベルナール・バルネ・ドゥロマネ

ベルナール・バルネ・ドゥロマネ（Bernard Barny de Romanet、1894年1月28日 - 1921年11月23日）はフランスのパイロットである。第一次世界大戦で18機の撃墜記録を残したエースパイロットであり、戦後はテストパイロットとして速度記録を樹立した。
1913年10月にフランス陸軍に入隊した。1915年7月に航空隊に移り6ヶ月の訓練の後、パイロットとなった、偵察パイロットを務めた後、1917年2月から戦闘機パイロットの訓練を受け、5月3日に最初の撃墜をした。1918年6月30日に5機目の撃墜をし、8月22日に10機目の撃墜を記録した。1918年10月28機までに18機の撃墜記録を残した。
戦後は速度記録飛行や飛行競技のパイロットを務めた。1919年と1920年に2回の速度記録を樹立し、1920年4月には水上機の速度記録211km/hも樹立した。1920年10月9日にS.P.A.D. S20で 292.682km/hの記録を残した。1920年にはゴードン・ベネットカップに出場し、ジョゼフ・サジ＝ルコワントについで2位となった。1921年にはラウル・パテラス・ペスカラのヘリコプターのテスト飛行も行った。
1921年、飛行機レース、ドゥッシュ＝ド＝ラ＝ムルト杯の準備中に事故死した。